# 美容記念日
美容記念日（びようきねんび）は、一般社団法人 日本記念日協会が登録した記念日の1つ。毎年1月25日である。

## 概要
1月25日。美容先進国の日本で、美容と健康を考え、美容を通して女性の活躍を考える記念日。2013年4月30日、一般社団法人日本記念日協会が記念日として登録した。美容室の経営、美容に携わる後進の育成、より安全で良質な化粧品の開発、新しい美容技術を通しての社会交流、美容が平和な社会の象徴であり、女性が楽しく安心してくらせることを記念、実践する日。美容家として化粧品開発だけはなく、美容学校や美容室をとおし女性の社会での活躍、結婚しても、ママになっても、年取っても女性らしく社会で輝くことを哲学とした96歳まで現役キャリアウーマンだった美容家メイ牛山の誕生日を記念している。これを後世につたえ、日本の美容業界にたずさわる人のレベルの向上と、国際社会での美容を通した日本の貢献や、女性の社会進出支援と、女性の笑顔と平和をめざす日。